# Octavia Lundell
Octavia Augusta Lundell, född 20 december 1860 i Linköpings domkyrkoförsamling, Östergötlands län, död 26 februari 1939 i Norrköpings S:t Olofs församling, Östergötlands län, var en svensk affärsidkare. 
Hon föddes i Linköping som dotter till av Anders Lundell och Maria Strömsten. Hon genomgick handelsskola och var anställd på tills hon år 1888 grundade  Esping & Lundells Pappersaffär och Accidenstryckeri i Norrköping tillsammans med Anna Esping; ensam ägare firman från 1904. 
Hon var ledamot av fattigvårdens distriktsstyrelse 1906; av Norrköpings stads arbetsförmedlingsanstalt sedan 1906, och suppleant i stadsfullmäktige sedan 1910. Hon grundade föreningen för kvinnans politiska rösträtt i Norrköping.